# 薩布利特 (伊利諾伊州)
薩布利特（英語：Sublette）是位於美國伊利諾伊州李縣的一個村落。

## 地理
薩布利特的座標為41°38′35″N 89°13′50″W / 41.64306°N 89.23056°W，而該地最高點為海拔高度280米（即918英尺）。

## 人口
根據2010年美國人口普查的數據，薩布利特的面積為10.67平方千米，當中陸地面積為10.34平方千米，而水域面積為0.33平方千米。當地共有人口449人，而人口密度為每平方千米42人。